# 渡辺文夫 (経営者)
渡辺 文夫（わたなべ ふみお、1917年3月28日-2012年2月10日）は、日本の経営者。東京海上火災保険(現・東京海上日動火災保険)社長・会長、日本航空会長、日本棋院理事長。公益社団法人日本コントラクトブリッジ連盟創設者。

## 来歴
東京府出身。東京帝国大学卒。
1939年、東京海上火災保険に入社。
戦時中は日本海軍に所属し、巡洋艦で勤務した。
1978年に東京海上火災保険社長に就任。
1980年代には経済団体連合会（現・日本経済団体連合会）の情報・通信委員長として第二KDD問題に取り組む。
1987年、勲一等瑞宝章受章。
1988年、日本航空会長に就任し、民営化に尽力。
1990年3月、成田空港問題に関連して中核派による放火テロを受ける。
2005年、日本棋院から大倉喜七郎賞を受賞した。
2012年2月10日、肺炎により死去。94歳没。

## 親族
北里柴三郎は祖父、渡辺銕蔵は父。

## 語録
- 企業トップの適正任期は、規模によっても違うだろうし、個人差もあるだろう。しかし、大勢の社員やその家族の生活を背負い、数えきれないほどの重大な決断をしなくてはならないという意味では、その精神的な重圧は相当なものである。当然、体力的にも消耗する。いずれにせよ、気力や体力が充実していなくては、組織を誤った方向へ導いてしまう可能性も否定できない。企業トップにとっては、自らの引き際こそが、最後にして最大の決断であるかも知れない[4]。